# Six Flags Magic Mountain
 (juin 2024).
- Si vous ne connaissez pas le sujet, laissez ce bandeau (vous pouvez alors contacter les auteurs).
- Si vous supprimez le contenu mis en cause (vous pouvez préalablement contacter les auteurs),

argumentez précisément cette suppression dans la page de discussion
(un manque de référence n'est pas un argument ; une recherche réelle de référence doit avoir été effectuée, être formellement documentée).
Six Flags Magic Mountain  est un parc d'attractions de la société Six Flags, situé à Valencia près de Santa Clarita en Californie, banlieue nord de Los Angeles.
Le parc a ouvert le 29 mai 1971, weekend du Memorial Day sous le nom de Magic Mountain. Le parc était la propriété de la Newhall Land and Farming Company, une société de développement à l'origine de la ville de Valencia. Le parc fut acheté en 1979 par la société Six Flags qui accola son nom devant celui du parc.
Le parc est peut-être le parc d'attractions le plus connu de la chaîne Six Flags en raison du fait qu'il fut utilisé comme décor pour plusieurs films et émissions télévisées.
Le parc a obtenu le 1er juillet 2011, avec l'ouverture de Green Lantern: First Flight, de Apocalypse, de Speedy Gonzales Hot Rod Racers, de Full Throttle, et de la transformation de Colossus en Twisted Colossus par RMC le record du plus grand nombre de montagnes russes juste devant Cedar Point, dans les années subséquentes, le nouveau record étant établi à 19. Avec l'ouverture de West Coasters Racers, le parc allait être le premier dans l'histoire à atteindre les 20. Toutefois avec le démontage de l'attraction Déjà Vu en octobre 2011 et celui de Green Lantern: First Flight en 2017, le nombre de montagnes russes reste à 19 mais le parc détient toujours le record du plus grand nombre de montagnes russes dans un parc devant Cedar Point.

## Historique des attractions
- 1971 : Ouverture du parc avec les attractions suivantes : Gold Rusher, Billy the Squid, Grand Carrousel, Log Jammer, 99 Steam Train, Sky Tower, Eagles Flight-Galaxy Side, Eagles Flight-El Dorado Side, Bottoms Up, Metro, Sandblasters, Circus wheel, Crazy Barrels, Clown Coaster, Funicular, El Bumpo, Galaxy, Grand Prix, Showcase Theatre (renommé plus tard The Golden Bear Theatre).
- 1972 : Ouverture de Jet Stream ; Bottoms Up renommé Spin Out.
- 1973 : Ouverture de Mountain Express, Swiss Twist, Jolly Monster et Scrambler ; fermeture de Billy the Squid.
- 1974 : Ouverture de Electric Rainbow, Himalaya, Dragon, Tumble Drum.
- 1975 : Ouverture de Grand Centennial Excursion Railroad.
- 1976 : Ouverture de Revolution.
- 1977 : Ouverture de Enterprise
- 1978 : Ouverture de Colossus
- 1979 : Nouveau thème pour Colossus ; fermeture de El Bumpo et Galaxy
- 1980 : Ouverture de Buccaneer ; fermeture de Tumble Drum et Eagles Flight-El Dorado Side
- 1981 : Ouverture de Roaring Rapids et Baile de las Flores et d'une salle de jeu ; The Great American Revolution renommé La Revolucion ; fermeture de Dragon, Mountain Express, Jolly Monster et 99 Steam Train.
- 1982 : Ouverture de Freefall.
- 1983 : Ouverture de Swashbuckler.
- 1984 : Ouverture de Sarajevo Bobsleds ; mise en sens inverse de la seconde voie de Colossus
- 1985 : section Children's World reçoit un nouveau thème et renommée Bugs Bunny World; Clown Coaster renommé Wile E. Coyote Coaster ; fermeture du Grand Centennial Excursion Railroad.
- 1986 : Ouverture de Shockwave; les véhicules de Grand Prix passent du diesel à l'électricité et l'attraction est renommée Granny Grand Prix; fermeture de Sarajevo Bobsleds.
- 1987 : Ouverture de Z-Force; Electric Rainbow renommé Turbo; Himalaya renommé Subway; Enterprise renommé Reactor.
- 1988 : Ouverture de Ninja et Condor; le funiculaire est renommé Orient Express; le Baile de las Flores est déplacé dans la Pirate's Cove et renommé Jolly Roger; La Revolucion renommé Revolution; fermeture de Shockwave.
- 1989 : Ouverture de Tidal Wave (un Shoot the Chute) ; fermeture de Condor et Crazy Barrels
- 1990 : Zone thématique de Baja Ridge; Viper.
- 1991 : Psyclone ; zone thématique de Cyclone Bay (reçoit un nouveau thème en Spillikin Corners).
- 1992 : Flashback (ancien Z-Force de Six Flags Over Georgia) ; Cyclone 500.
- 1993 : Ouverture de Sierra Falls; zone thématique de High Sierra Territory; Swiss Twist renommé Sierra Twist; fermeture de Z-Force, Reactor; Time Warner rachète les parcs Six Flags.
- 1994 : Zone thématique de Gotham City Backlot (nouveau thème pour la zone Backstreet): ouverture de Batman: The Ride, Himalaya est renommé ACME Atom Smasher; Turbo renommé Gordon Gearworks; fermeture de Eagles Flight-Galaxy Side.
- 1995 : Ouverture du parc aquatique Hurricane Harbor.
- 1996 : Ouverture de Dive Devil.
- 1997 : Ouverture de Superman: The Escape ; agrandissement de Hurricane Harbor.
- 1998 : Zone thématique de The Movie District (nouveau thème pour la zone Monterey Landing); ouverture de The Riddler's Revenge ; Gordon Gearworks renommé Grinder Gearworks.
- 1999 : Ouverture de Canyon Blaster ; agrandissement de Bugs Bunny World; Sierra Falls renommé Yosemite Sam Sierra Falls; Wile E. Coyote Coaster placé en stockage; fermeture de Circus Wheel (un Trabant); Jolly Roger déplacé et renommé Circus Wheel.
- 2000 : Ouverture de Goliath.
- 2001 : Ouverture de Déjà Vu, Thrill Shot et Panda Express ; Wile E. Coyote Coaster renommé Goliath Jr. ; Jet Stream renommé Arrowhead Splashdown ; fermeture de The Metro et de Sky Tower ;
- 2002 : Ouverture de X ; Scrambler est endommagé, fermé et détruit (ancien Missile Chaser de Six Flags Over Texas) ; Euro-Bungee ; Ham-on-Rye.
- 2003 : Ouverture de Scream !; fermeture de Flashback.
- 2004 : Ouverture de Tornado dans Hurricane Harbor.
- 2005 : Spectacle de cascade Batman Begins; fermeture de Circus Wheel, Freefall, Orient Express et Revolution pour la construction de Tatsu.
- 2006 : Ouverture de Tatsu, du spectacle Chinese Acrobats of Hebei et du stand de tir Paintball Alley; réouverture de Revolution, Sky Tower, Orient Express, Freefall et Circus Wheel; Arrowhead Splashdown renommé à nouveau Jet Stream; X mise à l'arrêt; fermeture de Psyclone.
- 2007 : X rouvre; Psyclone est détruit; ouverture de Coldstone Limited, Johnny Rockets Express, Justice League Feast et Wii Experience.
- 2008 : X subit des améliorations et rouvre sous le nom X2.
- 2011 : Terminator Salvation: The Ride et Superman The Escape reçoivent un nouveau thème et deviennent respectivement Apocalypse et Superman: Escape from Krypton. Ajout des montagnes russes  First Flight et Little Flash.
- 2012 : Fermeture de Log Jammer et ouverture de Lex Luthor: Drop of Doom (07/07).
- 2013 : Ouverture de Full Throttle (22/06).
- 2014 : Fermeture du Colossus en août pour rénovation.
- 2015 : Réouverture de Colossus, maintenant sous le nom de Twisted Colossus, maintenant montagnes russes hybrides; fermeture de Revolution pour rénovation.
- 2016 : Réouverture prévue de Revolution sous le nom de New Revolution, version revampée et bonifiée à l'occasion du quarantième anniversaire de ces montagnes russes.
- 2022 : Ouverture de Wonder Woman (16/07).

## Le parc
Le parc est composé de plusieurs zones à thème :
- Cyclone Bay
- DC Universe - zone sur le thème des bandes dessinées DC Comics
- Screampunk District - Zone de Twisted Colossus
- BUGS BUNNY World - Zone sur le thème de Bugs Bunny
- The Movie District - Zone sur le thème des films de cinéma
- Six Flags Plaza - Place de l'entrée
- Samurai Summit - Zone sur le thème de l'Asie Orientale
- Baja Ridge
- Rapids Camp Crossing - Zone basée sur l'attraction Roaring Rapids
- Whistlestop Park

### Montagnes russes

#### Montagnes russes actuelles
| Nom                                                       | Année | Constructeur                 | Description                                                                                     | Photo |
| --------------------------------------------------------- | ----- | ---------------------------- | ----------------------------------------------------------------------------------------------- | ----- |
| Gold Rusher Movie District                                | 1971  | Arrow Dynamics               | Montagnes russes assises Train de la mine                                                       |       |
| Magic Flyer (anciennement Clown Coaster) Whistlestop Park | 1971  | Bradley and Kaye             | Montagnes russes assises junior                                                                 |       |
| New Revolution (anciennement Revolution) Baja Ridge       | 1976  | Anton Schwarzkopf            | Montagnes russes assises Les premières modernes à inclure une inversion.                        |       |
| Ninja Samurai Summit                                      | 1988  | Arrow Dynamics               | Montagnes russes à véhicules suspendus                                                          |       |
| Viper Baja Ridge                                          | 1990  | Arrow Dynamics               | Montagnes russes assises avec 7 inversions dont la plus haute inversion du monde.               |       |
| Batman: The Ride DC Universe                              | 1994  | Bolliger & Mabillard         | Montagnes russes inversées                                                                      |       |
| Superman: Escape from Krypton Samurai Summit              | 1997  | Intamin                      | Montagnes russes navette lancées racing Premières montagnes russes à atteindre les 160 km/h.    |       |
| The Riddler's Revenge Movie District                      | 1998  | Bolliger & Mabillard         | Montagnes russes en position verticale Les plus grandes, plus longues et plus rapides au monde. |       |
| Canyon Blaster Bugs Bunny World                           | 1999  | Miler Coaster Company        | Montagnes russes assises junior                                                                 |       |
| Goliath Colossus Country Fair                             | 2000  | Giovanola                    | Hyper montagnes russes Méga montagnes russes                                                    |       |
| X2 anciennement X Baja Ridge                              | 2002  | Arrow Dynamics               | Montagnes russes quadridimensionnelles Premier exemplaire au monde.                             |       |
| Scream! Colossus Country Fair                             | 2003  | Bolliger & Mabillard         | Montagnes russes sans sol avec 7 inversions.                                                    |       |
| Tatsu Samurai Summit                                      | 2006  | Bolliger & Mabillard         | Montagnes russes volantes les plus hautes au monde.                                             |       |
| Apocalypse Cyclone Bay                                    | 2009  | Great Coasters International | Montagnes russes en bois en remplacement de Psyclone                                            |       |
| Road Runner Express Bugs Bunny World                      | 2011  | Vekoma                       | Montagnes russes junior                                                                         |       |
| Full Throttle Full Throttle Area                          | 2013  | Premier Rides                | Montagnes russes lancées                                                                        |       |
| Speedy Gonzales Hot Rod Racers Bugs Bunny World           | 2014  | Zamperla                     | Montagnes russes junior                                                                         |       |
| Twisted Colossus Screampunk District                      | 2015  | Rocky Mountain Construction  | Montagnes russes hybrides                                                                       |       |
| West Coast Racers                                         | 2019  | Premier Rides                | Montagnes russes lancées                                                                        |       |
| Wonder Woman Flight of Courage                            | 2022  | Rocky Mountain Construction  | Montagnes russes single-rail                                                                    |       |

#### Anciennes montagnes russes
| Nom                         | Ouverture | Fermeture | Constructeur      | Type                                   | Description / Relocalisation |
| --------------------------- | --------- | --------- | ----------------- | -------------------------------------- | --- |
| Sarajevo Bobsleds           | 1984      | 1987      | Intamin           | Montagnes russes Bobsleigh             | Devenu La Vibora à Six Flags Over Texas. |
| Shockwave                   | 1986      | 1988      | Intamin           | Montagnes russes debout                | Construit par Intamin, déplacé en 1989 à Six Flags Great Adventure, déplacé en 1992 à Six Flags Astroworld sous le nom Batman The Escape et mis en stockage à Darien Lake à la suite de la fermeture d'Astroworld en 2005. |
| Psyclone                    | 1991      | 2006      | Dinn Corporation  | Montagnes russes en bois               | Détruit en 2007. Ces montagnes russes ressemblaient au Cyclone d'Astroland. Remplacé en 2009 par Terminator Salvation: The Coaster.                                                                                        |
| Flashback                   | 1992      | 2003      | Intamin           | Montagnes russes assises               | Construit par Intamin et détruit en 2007. Montagnes russes uniques en leur genre incluant un design étagé et des plongeons de voies.                                                                                       |
| Mountain Express            | 1973      | 1982      | Anton Schwarzkopf | Montagnes russes assises               | Déplacé en 1984 à Magic Landing sous le nom Wildcat et en 1993 à Bosque Mágico comme Montaña Rusa où il a fermé fin 2006 et était en vente pour la ferraille.                                                              |
| Déjà Vu                     | 2001      | 2011      | Vekoma            | Montagnes russes inversées             | Déplacé à Six Flags New England pour la saison 2012 et renommé Goliath. |
| Green Lantern: First Flight | 2011      | 2017      | Intamin           | Montagnes russes quadridimensionnelles | |

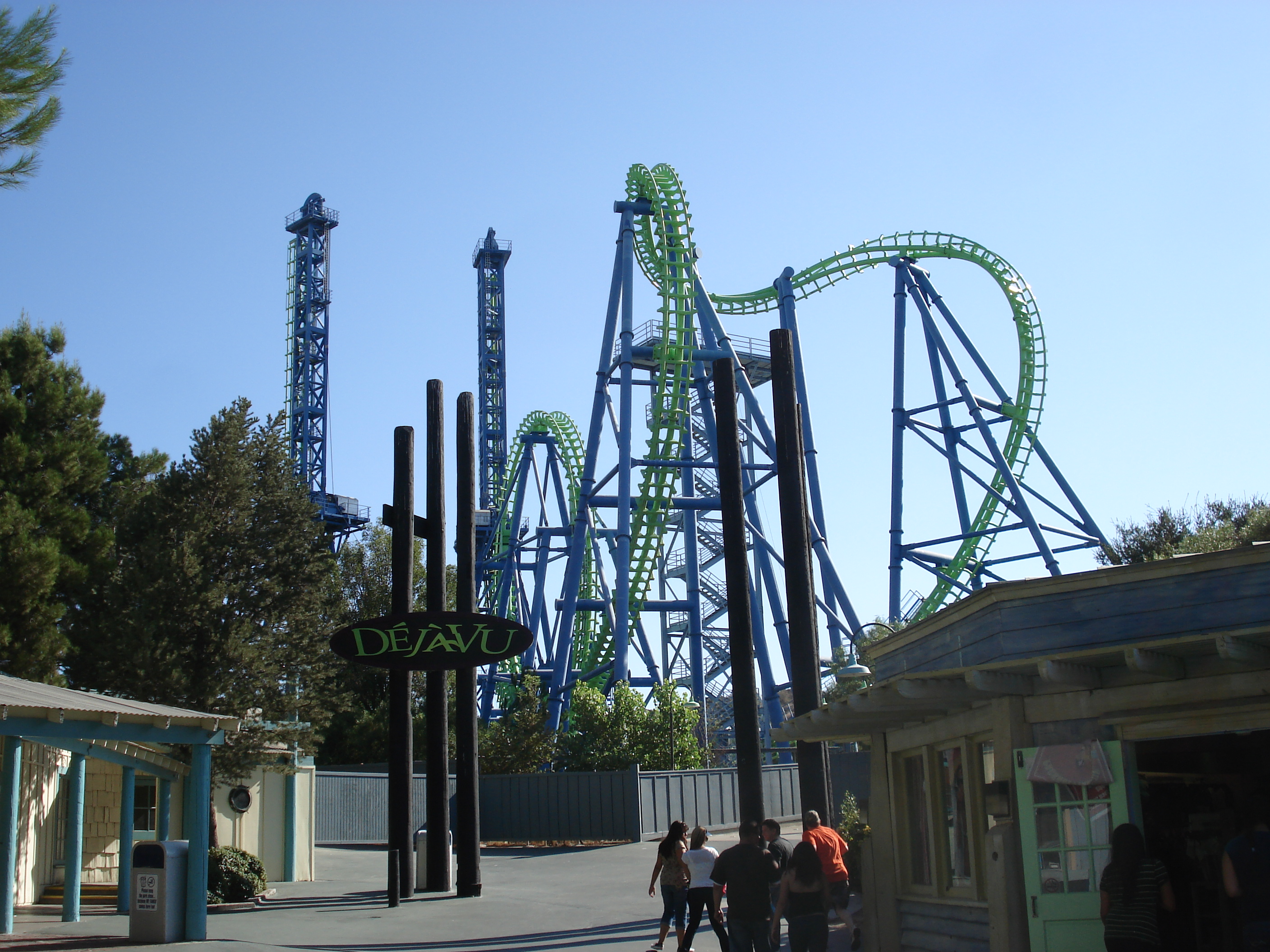
Déjà Vu
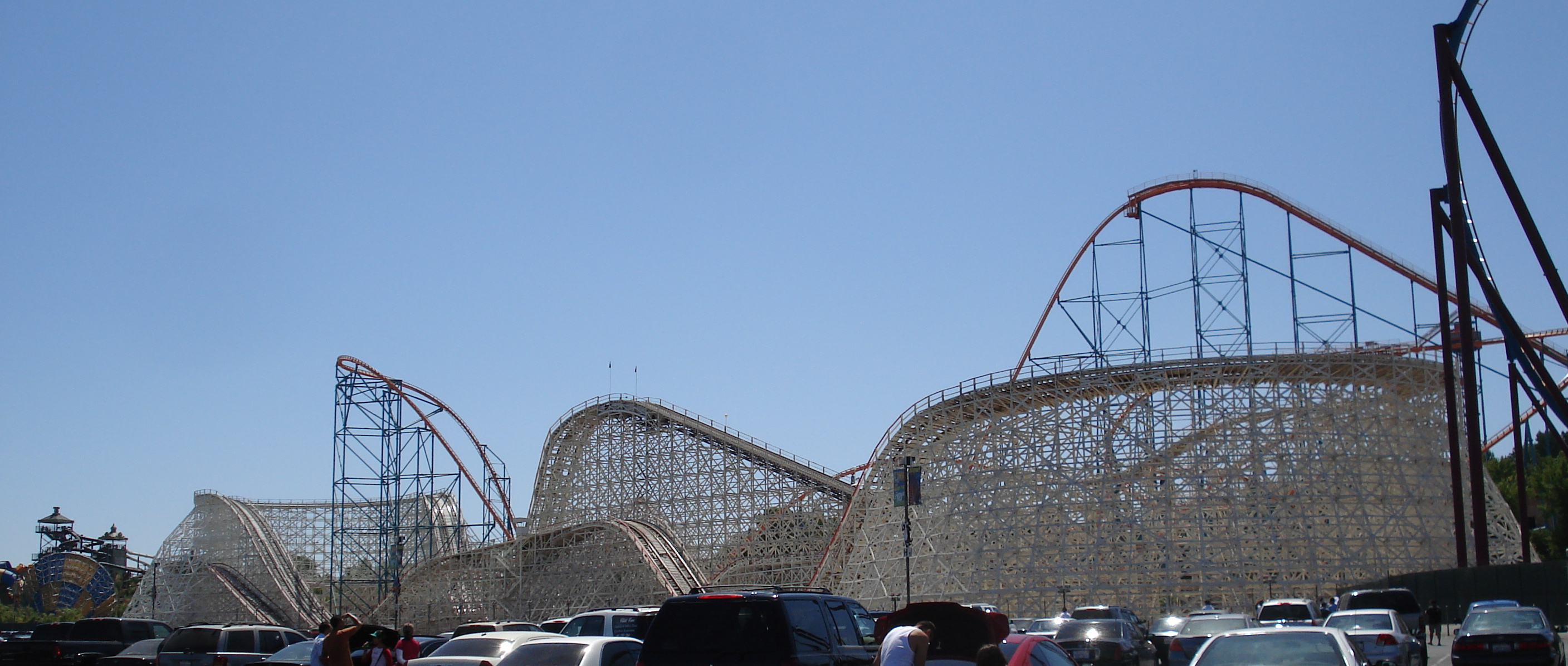
Colossus
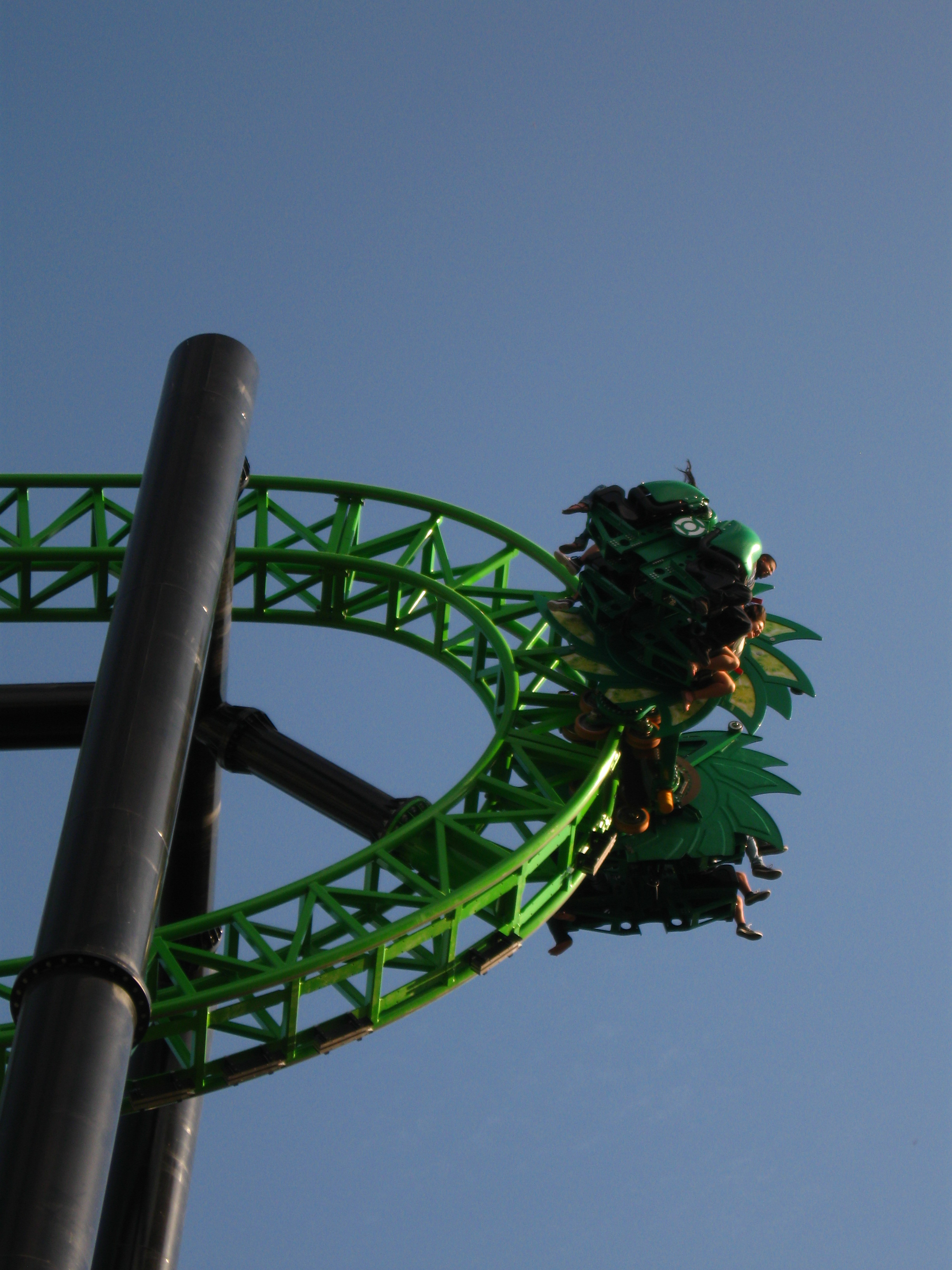
Green Lantern: First Flight

### Attractions aquatiques
- Tidal Wave un Shoot the Chute
- Jet Stream un Log Flume
- Log Jammer un Log Flume (fermé en 2012)

### Attractions à sensations et familiales
- Buccaneer - Bateau Pirate
- Dive Devil - Skycoaster
- Grand Carousel - Carousel
- Justice League: Battle for Metropolis - Parcours scénique interactif
- Lex Luthor: Drop of Doom - Tour de chute
- Scrambler - Twister
- Sky Tower - Ascenseur et vue panoramique (quasiment identique au Oil Derrik de Six Flags Over Texas)
- Wonder Woman - Lasso of Truth - Flat-ride type "Lasso"

## Un parc, décor de télé et de cinéma
Le parc est visible partiellement dans plusieurs films ou séries télévisées :
- dans le film Le Toboggan de la mort (1977), le parc joue un rôle important dans la scène finale
- dans le film Kiss contre les fantômes (1978)
- dans les deux derniers épisodes de la série Wonder Woman, intitulés Le Fantôme du grand huit
- sous le nom fictif de « Walley World » dans National Lampoon's Vacation (1983)
- dans le générique de début de la série Notre belle famille
- dans le film California Man (aussi nommé Encino Man 1992)
- dans le film True Romance (1993)
- dans le film Space Cowboys (2000)
- dans la série Buffy contre les vampires de l'épisode " Seeing Red".c'est à côté de l'ancien manège "Déjà Vu", coin sud-ouest du parc(2002)
- dans le film Destination finale 3 (2006)
- dans la série Zoé
- dans la série Glee de l'épisode "Dans l'ombre de son frère". Une scène est tournée à bord du Viper
- dans le film Yes Day (2021)

## Possibilité de vente
Le 22 juin 2006, la société Six Flags annonça qu'elle envisageait plusieurs options pour six de ses parcs, dont peut-être Magic Mountain et son parc aquatique, dans le but de les vendre à des promoteurs immobiliers avec la possibilité de les fermer et de les remplacer par des habitations. La raison invoquée par les responsables des parcs était la baisse de fréquentation et le comportement rude de certains visiteurs (notamment des adolescents et jeunes adultes, qui forment un large pourcentage du public du parc). Les statistiques de février 2007 indiquent une baisse de 12 % depuis l'année précédente, semble-t-il due à l'augmentation de 10 $ du prix des billets (le prix atteignant 60 $) durant la saison 2006 ainsi que celle du parking, passant à 15 $.
Pour l'intégralité de la chaîne Six Flags, la fréquentation au second trimestre 2006 était inférieure de 14 % par rapport au second semestre 2005. De plus certains visiteurs rapportent que les objets portant le nom « Six Flags Magic Mountain » sont soldés à moitié prix tandis que les produits des autres parcs restent plein tarifs.
Lorsque Six Flags annonça la vente de cinq parcs en janvier 2007, Magic Mountain ne faisait pas partie de la liste. Wendy Goldberg, la porte-parole de Six Flags indiqua qu'après un plus ample évaluation, le parc californien restait rentable et que la société attendrait que les ventes grimpent avec la saison avançant.

## Incendie de 2007
En octobre 2007, un spectaculaire incendie passa près du parc.

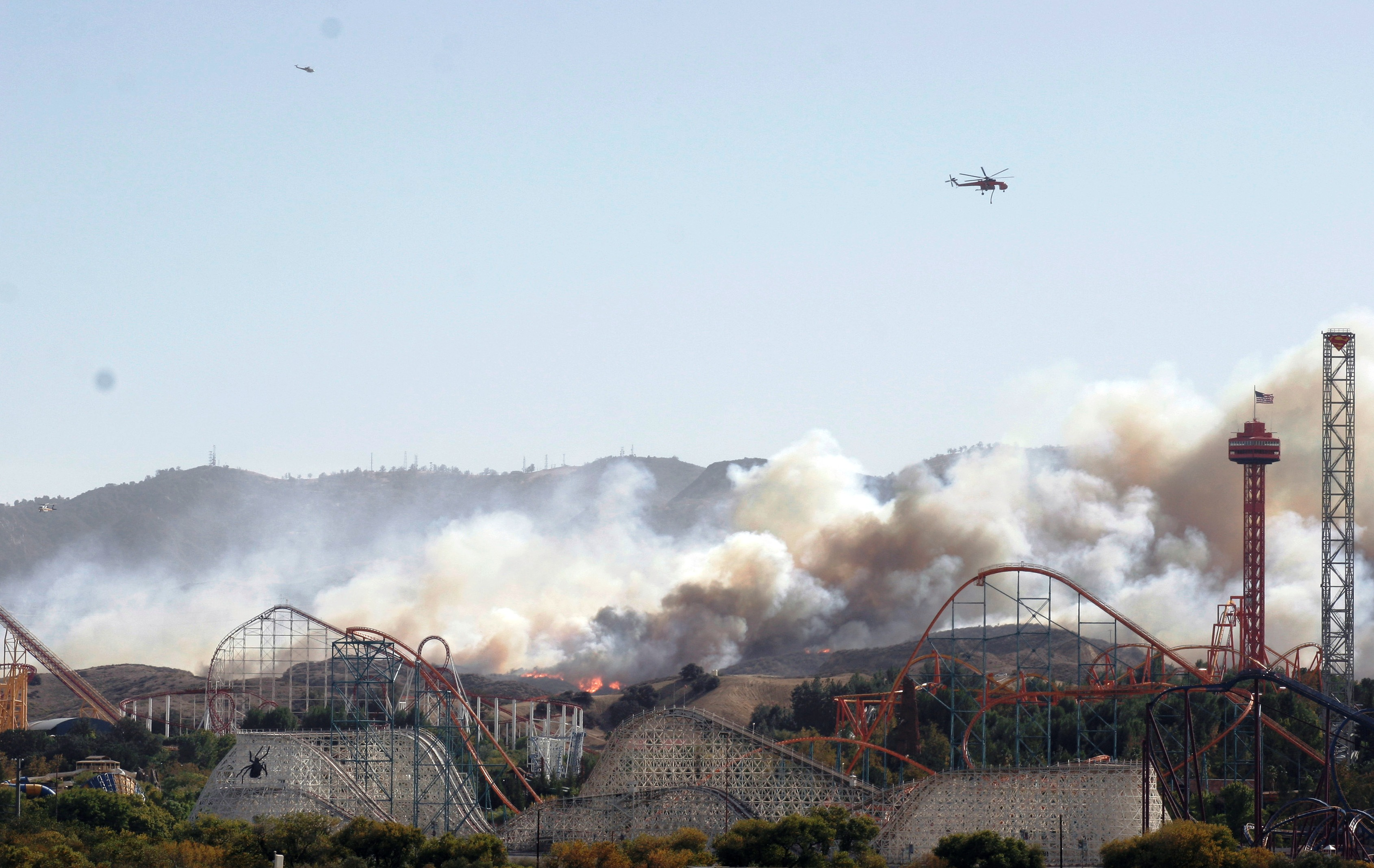
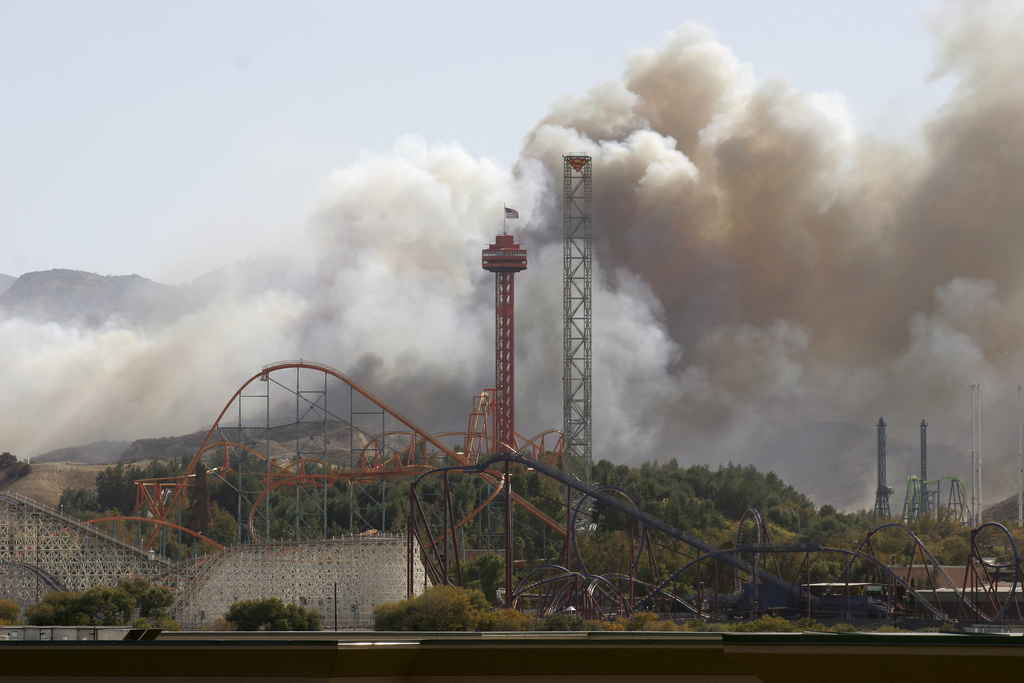
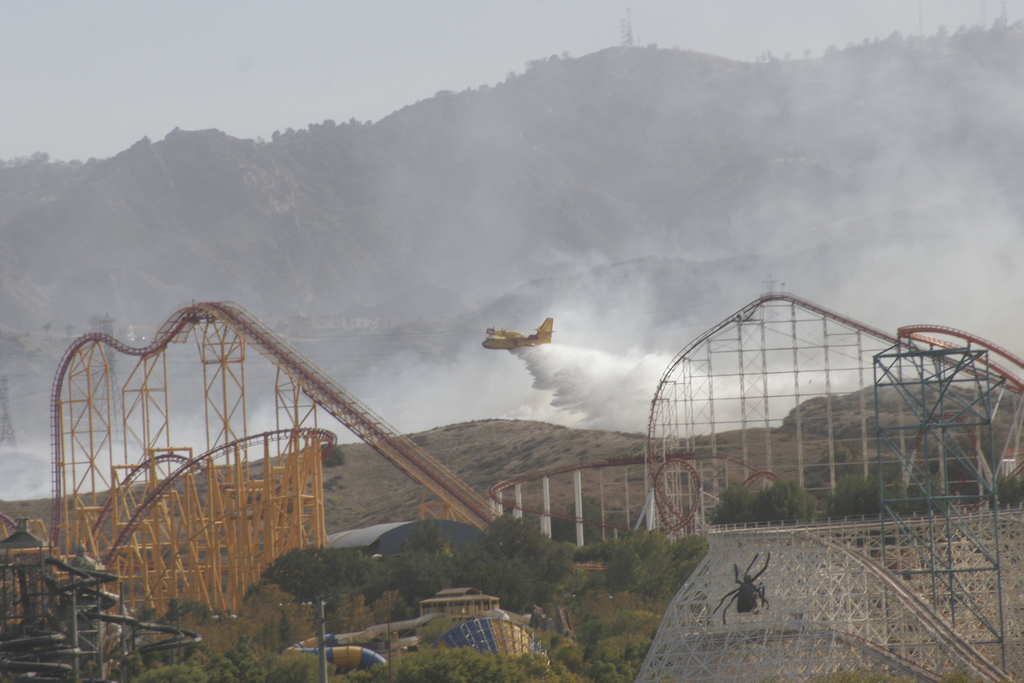

## Fréquentation
Fréquentation annuelle 

690 000 (2020)
3 050 000 (2021)